# Блек Анђелика
Блек Анђелика (рум. Black Angelika; 25. октобар 1987) је румунска порно глумица.

## Каријера
Дебитовала је као глумица у порно индустрији 2006. године. У јануару 2009. године, уградила је силиконске имплантате у груди.
Часопис Комплекс је сврстао међу Топ 100 најврелијих порно звезда и притом оцењује да је Блек Анђелика „европска краљица дупле пенетрације“. Године 2009. је од стране Хот д'Ора награђена тако што је проглашена најбољом европском старлетом. Такође 2010. године добила је награду Erotixxx за најбољу европску порно глумицу.
Има пирсинг на пупку и неколико тетоважа. Према сајту ИАФД глумила је у око 140 порно-филмова.

## Изабрана филмографија
- 2007: Slutty and Sluttier 4
- 2007: Lesbian Secrets - No Boys Allowed
- 2007: Ass Traffic 3
- 2008: Annina Superstar (Анина — Прсата жена из снова)
- 2008: No Boyz No Toyz 2
- 2009: Fresh on Cock: Abbie Cat vs. Angelica Heart
- 2009: Lesbian Encounters
- 2010: Naughty Spanish Maids
- 2010: Sex & Erotik Kino - French Kiss
- 2010: All Internal 12 & 14
- 2011: Fuck V.I.P. Stars
- 2011: I Fucked My Boss
- 2012: Cock Inspectors
- 2013: Private Specials 70: Fuck My Feet
- 2013: Anal Demise